# FreeCol
FreeCol — компьютерная игра в жанре пошаговой стратегии, свободный клон игры Sid Meier’s Colonization.
Оставаясь верной оригинальной игре в плане игровой механики и самого процесса, FreeCol отличается переработанной графикой. Более того, помимо классических правил «Колонизации», игра включает дополнительный набор правил, включающий идеи, не вошедшие в финальную версию игры Сида Мейера, просьбы фанатов, а также оригинальные концепции, такие как новые европейские игроки с новыми национальными бонусами.
Игра написана на языке программирования Java и работает, как минимум, в Windows, macOS и Linux.
В феврале 2007 года игра стала проектом месяца на SourceForge.net. Локализация проекта выполняется на сайте Translatewiki.net.
По состоянию на начало 2025 года FreeCol был скачан с SourceForge более 2 миллионов раз.

## Скриншоты

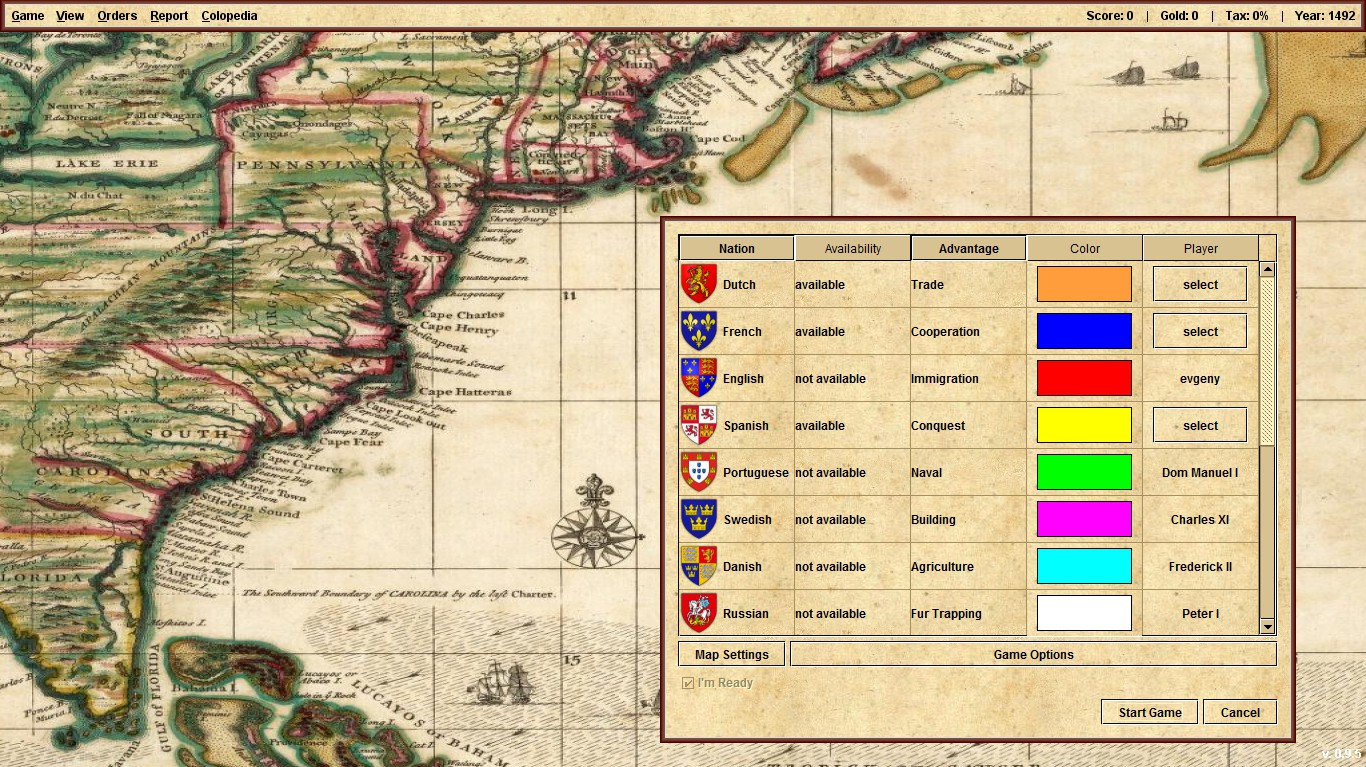
Выбор нации колониста и карты местности
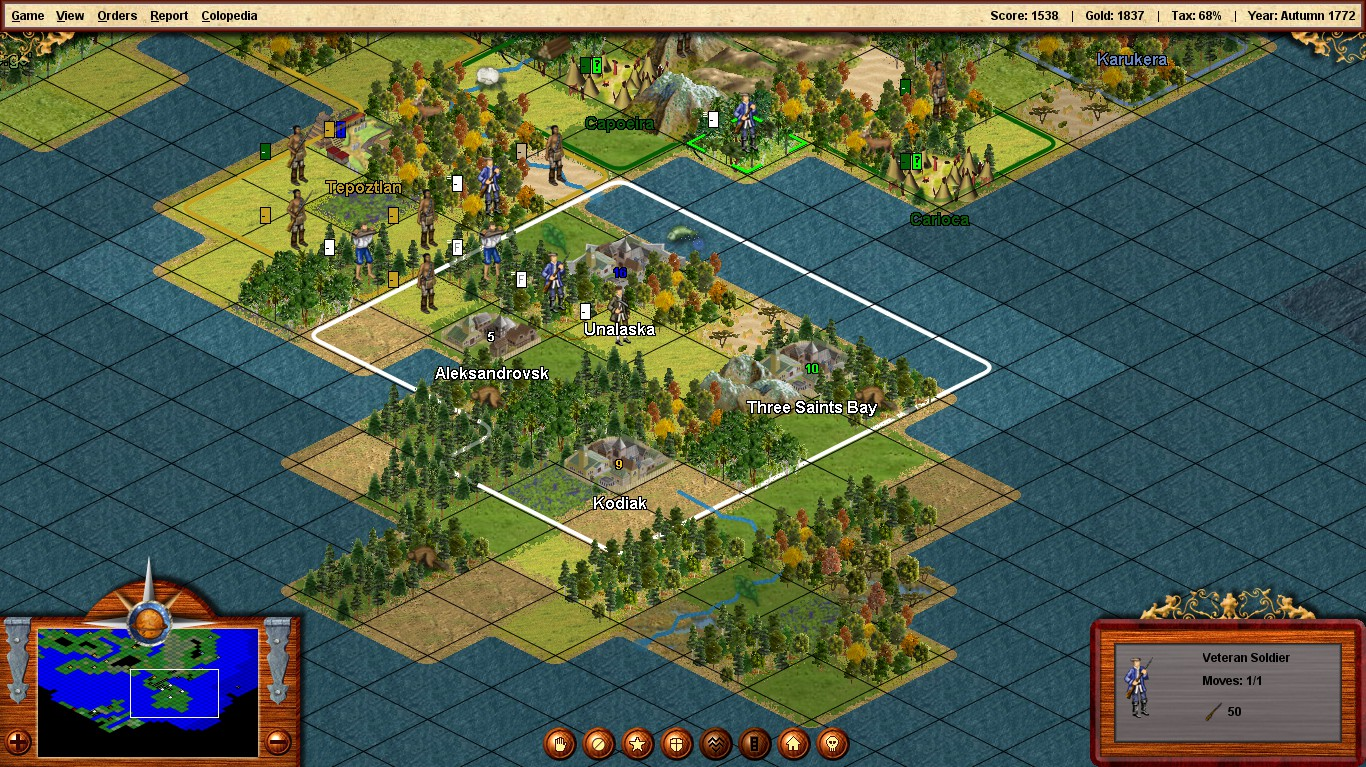
Игровой скриншот за русских с колоритными каторжниками
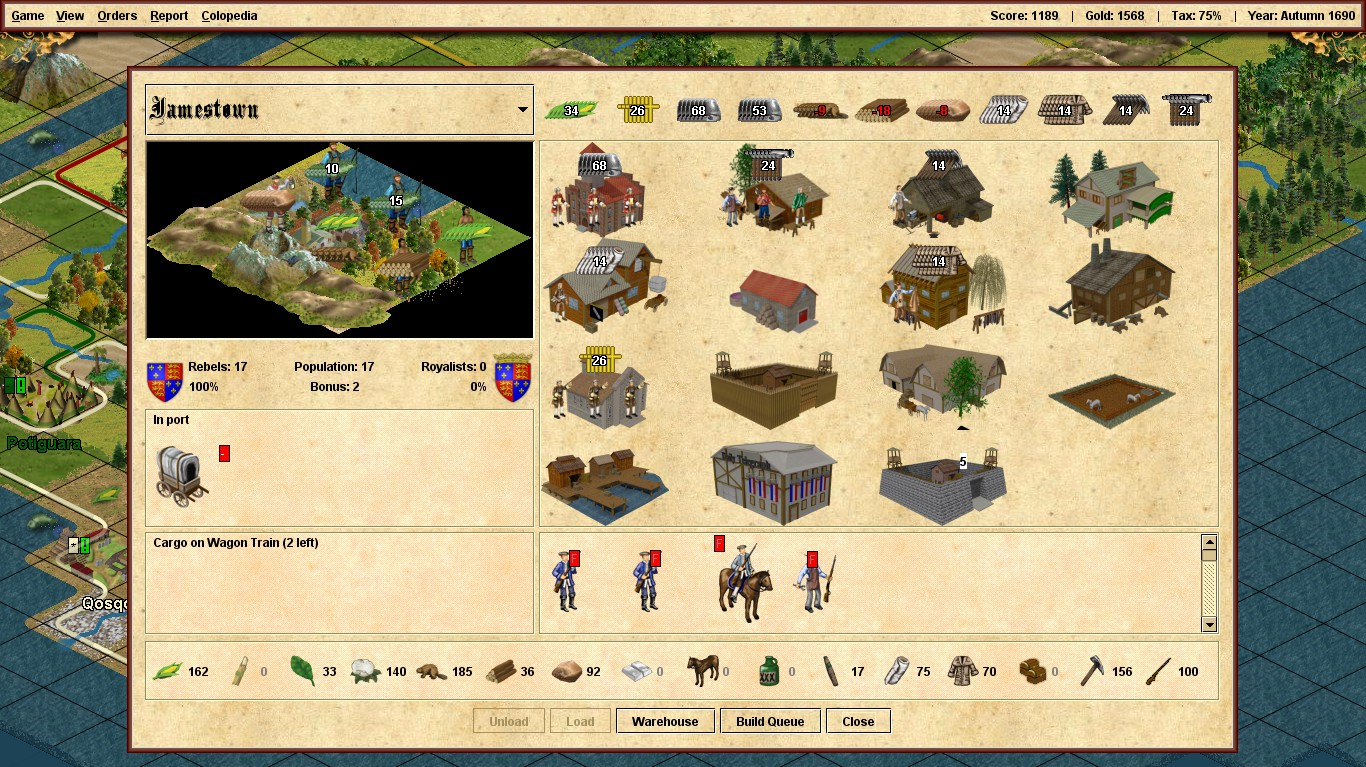
Экран поселения
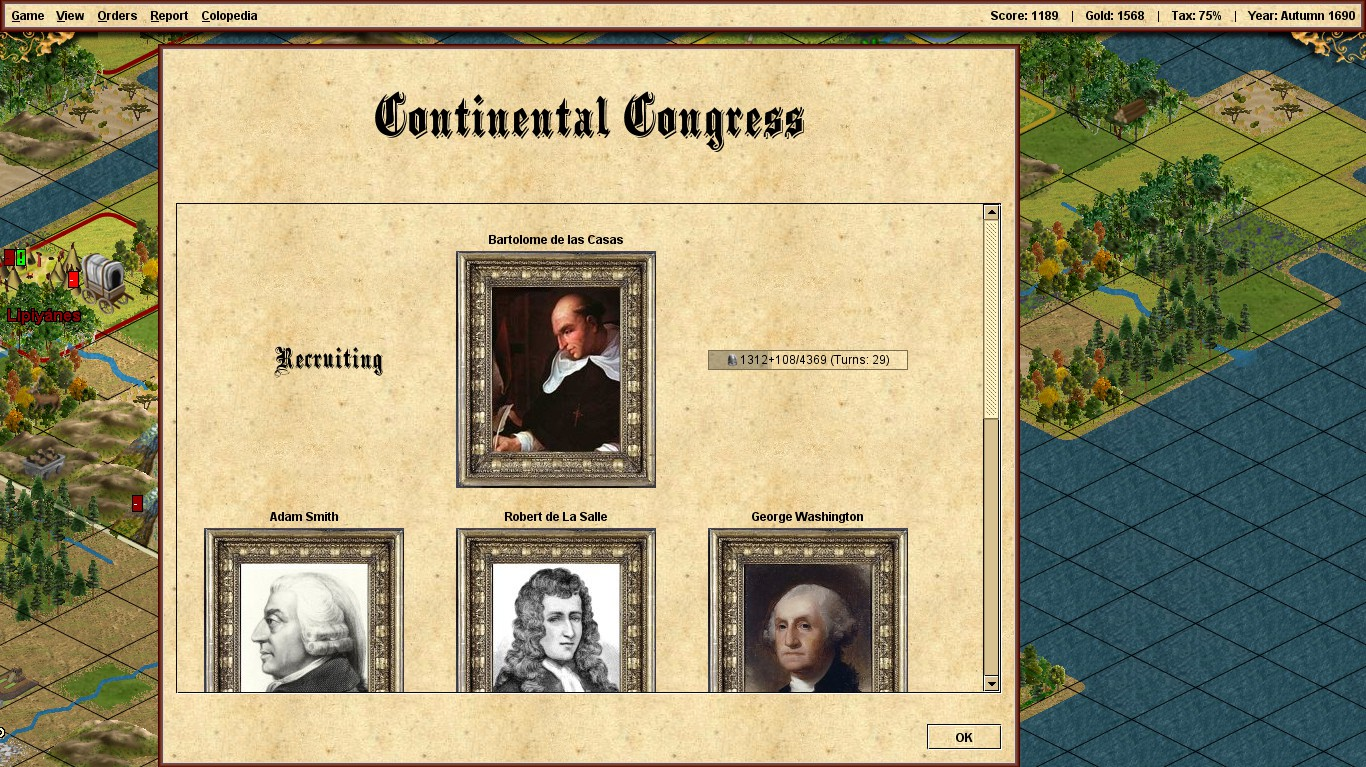
Континентальный Конгресс
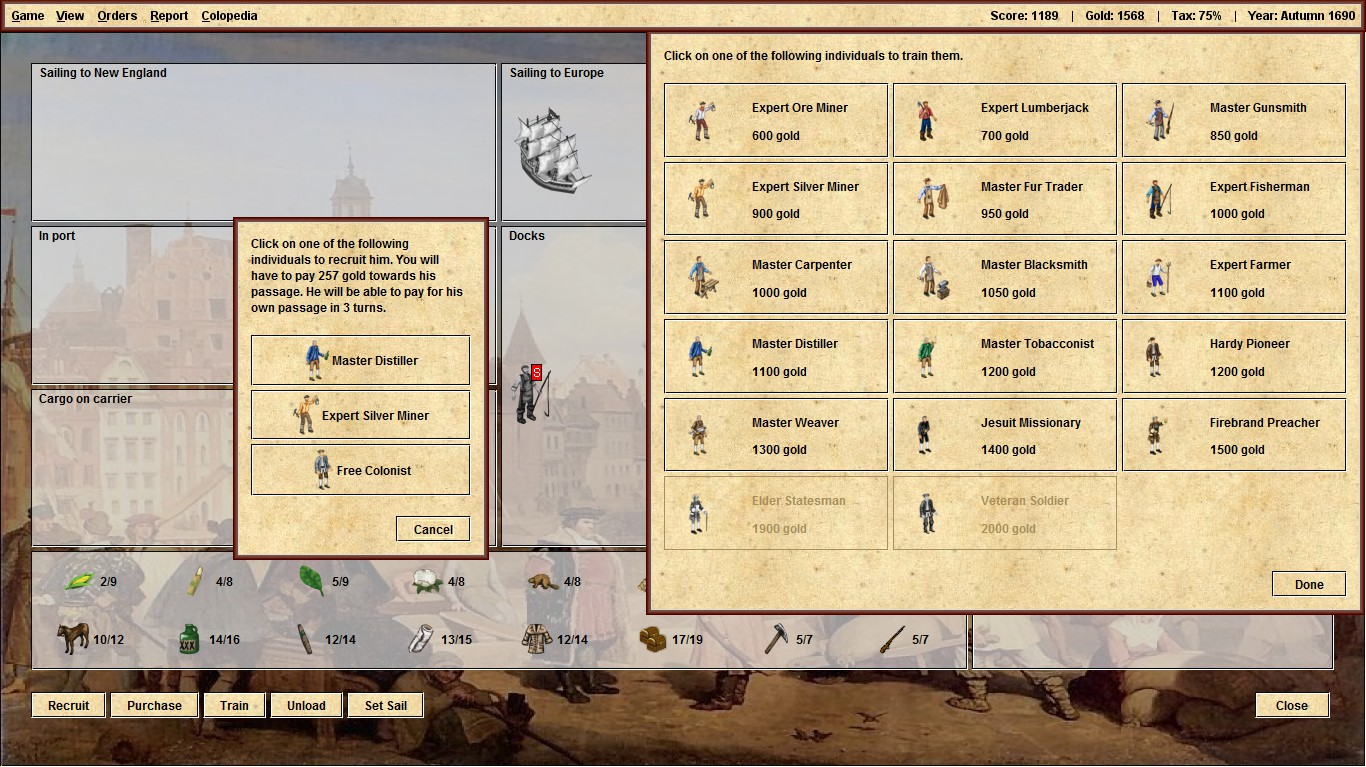
Экран порта Старого Света